# In the Orchard
In the Orchard är ett livealbum av den amerikanske trubaduren Tom Paxton, utgivet 1988. Det är producerat av John Velasco och Nigel Pegram och gavs ut på skivbolaget Sundown.

## Låtlista
Samtliga låtar skrivna av Tom Paxton
1. "Bottle of Wine"
2. "Thank You Republic Airlines"
3. "Only a Game"
4. "Not Tonight Marie"
5. "Dear Diary"
6. "The Perfect Bomb"
7. "A Little Bitty Gun"
8. "I Thought You Were an Arab"
9. "I'm Changing My Name to Chrysler"
10. "The Mail Will Go Through"
11. "I Don't Want a Bunny Wunny"